# فرس (آلباسته)
فرس دهستانی در استان آلباستهٔ اسپانیا است.
در این دهستان ۷۹۵ نفر زندگی می‌کنند. مساحت این دهستان ۱۲۶٫۰۳ کیلومتر مربع است.